# IOS 12
iOS 12 este versiunea sistemului de operare iOS de la Apple, succesorul lui iOS 11. Acesta a fost prezentat la conferința Worldwide Developers Conference din 4 iunie 2018 . Versiunea stabilă a sistemului de operare a fost publicată la 31 august 2022. 

## Caracteristici
- Apeluri video FaceTime pentru 32 de persoane.
- Memoji, poate fi folosit în Mesaje și FaceTime (pentru iPhone X, iPhone XS, iPhone XS Max, iPhone XR)
- Funcția „Timp de utilizare" indică cât timp petreceți pe dispozitiv.
- Funcția setărilor rapide de notificare, gruparea de notificări.
- Actualizat „Nu deranjați”.
- Actualizat „Photo Sharing” și noua secțiune „For You” din aplicația „Photos” pentru iOS.
- Comenzi rapide Siri.
- Noua aplicație Apple Books.
- Design nou al aplicației „Burse”.
- Recorder pe iPad.
- Parole noi propuse.
- Cod complet automat din Mesaje.
- Aplicații terțe pentru navigare în CarPlay.

## Istoricul versiunii
Pe 18 septembrie 2018, la o zi după lansarea iOS 12.0, Apple Inc. a lansat prima versiune beta a iOS 12.1. Dezvoltatorul Beta 1 este disponibil numai pentru utilizatorii care au un profil de dezvoltatori beta. Pe  8 octombrie 2018, actualizarea Apple iOS 12.0.1 a fost lansată pentru descărcare, concepută pentru a rezolva toate problemele de pe iOS 12 în modelele recent lansate: iPhone XS și iPhone XS Max.

## Caracteristicile sistemului

### Performanță
Au fost efectuate optimizări de performanță pentru a accelera sarcini comune pe toate dispozitivele iOS acceptate. Testele făcute de Apple pe un iPhone 6 Plus au arătat lansări de aplicații cu 40% mai rapide, tastatura sistemului activând cu 50% mai repede și deschizând camera cu 70% mai rapid.

### Timpul ecranului
O nouă caracteristică permite utilizatorilor să urmărească cât de mult timp folosesc pe dispozitivele lor și ce fac. Sistemul oferă rapoarte detaliate în categorii și în timp.
Timpul ecranului este o funcție nouă în iOS 12 care înregistrează timpul petrecut de un utilizator pe dispozitiv. Caracteristica afișează, de asemenea, timpul în care utilizatorul a folosit anumite aplicații,  timpul în care utilizatorul a folosit anumite categorii de aplicații (cum ar fi jocuri),  și numărul de notificări primite de utilizator.
Screen Time oferă, de asemenea, funcții de blocare pentru a limita utilizarea aplicațiilor (cu limite de timp) sau pentru a stabili alte restricții, cum ar fi achizițiile sau conținutul explicit. Acesta înlocuiește Restricțiile din aplicația Setări iOS, dar poate fi folosit și de adulți pentru a-și limita propria utilizare. Aceste caracteristici pot fi utilizate cu sau fără o parolă. Fără a seta o parolă, limitele pot fi depășite cu ușurință, dar pot servi ca un memento util al obiectivelor de utilizare. 

### Comenzi rapide
O aplicație în iOS 12 permite utilizatorilor să configureze comenzi rapide, acțiuni automate pe care utilizatorul le poate solicita și pe care să le îndeplinească Siri. Acesta înlocuiește aplicația Workflow  pe care Apple a achiziționat-o în martie 2017.
O aplicație dedicată în iOS 12 permite utilizatorilor să configureze Comenzi rapide, acțiuni automate pe care utilizatorul le poate cere Siri să le efectueze.  Folosind aplicația Comenzi rapide, un utilizator poate crea o frază și poate introduce acțiunea pe care dorește ca Siri să o facă pentru el. Odată ce îi spun fraza lui Siri, Siri va îndeplini automat sarcina pe care i-a stabilit-o în aplicația Comenzi rapide. Aplicația Shortcuts înlocuiește aplicația Workflow pe care Apple a achiziționat-o în martie 2017. 

### ARKit 2
ARKit permite utilizatorilor să-și împărtășească viziunea cu alte dispozitive compatibile cu iOS 12. ARKit 2 permite în plus urmărirea completă a imaginilor 2D și încorporează capacitatea de a detecta obiecte 3D.

### CarPlay
CarPlay poate rula acum aplicații de navigare terță parte (Waze, Google Maps etc.)

### iPad
Aplicațiile Voice Memos și Stocuri sunt acum disponibile pentru iPad-uri.
Centrul de Control este din nou separat de switch-ul de aplicații de pe iPad.

### Tastatură
În iOS 12, modul trackpad (care permite utilizatorului să miște liber cursorul) este activat prin apăsarea lungă a barei de spațiu pe dispozitivele fără 3D Touch.

## Caracteristicile versiunii de operare iOS 12

### Mesaje
Mesajele în versiunea de operare iOS 12 introduc un nou tip de animații („Animoji”) personalizate numite „Memoji”, care permite utilizatorului să creeze un caracter 3D. Apple a introdus, de asemenea, Koala, Tiger, Ghost și T-Rex Animojis.

### FaceTime
iOS 12.1, lansat pe 30 octombrie 2018, adaugă capacitatea de a include până la 32 de persoane într-o conversație FaceTime. Această caracteristică este acceptată numai cu ajutorul unui dispozitiv video cu dispozitivele Apple A8X sau Apple A9 sau mai târziu; este acceptat numai pentru audio pe iPhone 5s, iPhone 6 și iPhone 6 Plus și nu este disponibil deloc pe iPad mini 2, iPad mini 3 și iPad Air.

### Măsurare
Această caracteristică permite utilizatorului să efectueze măsurări. De asemenea, funcționează ca nivelă topografică.

### Poze
Caracteristica are o secțiune nouă numită „Pentru dvs.” cu recomandări de distribuire.

### Safari
Safari primește o actualizare a prevenirii inteligente de urmărire.

### Notificări
Notificările sunt acum grupate în funcție de aplicație și au un buton de „gestionare” pentru a dezactiva notificările pentru respectiva aplicație sau pentru a le livra în liniște direct din Centrul de notificări, fără a fi nevoie să intri în aplicația Setări. 

### Apple Books
iBooks a fost redenumit Apple Books , iar aplicația a fost reproiectată. Noul design al aplicației este similar cu cel al Apple Music și a fost lăudat pentru simplitatea sa, care permite utilizatorilor să navigheze cu ușurință în biblioteca de cărți.

### Hărți
Apple Maps a început să fie reconstruit de la zero, bazându-se pe date de hărți de la prima parte, în loc să utilizeze datele de hărți furnizate de terți. Acest lucru permite indicații și predicții mai precise pe cele mai rapide rute. Noile hărți au fost lansate în secțiuni și întreaga SUA a fost finalizată până la sfârșitul anului 2019.

## Probleme

### Emoji cu steag curcubeu
După ce pe Twitter a apărut un emoji cu steag curcubeu cu un semn de interdicție , mai mulți utilizatori au acuzat Apple că încurajează atitudinile anti-LGBT . Cu toate acestea, Emojipedia a clarificat că acest lucru se întâmplă atunci când un utilizator trimite pe Twitter cele două emoji-uri împreună și nu este o funcție intenționată. Acesta poate fi folosit și cu alte emoji-uri.

### Problemă de interceptare FaceTime
O problemă FaceTime care a afectat mai multe versiuni de iOS 12 (versiunile 12.1–12.1.3) le-a permis utilizatorilor să sune pe cineva prin FaceTime și să audă sunetul care vine de pe telefon înainte de a răspunde la apel,  înainte ca eroarea să fie remediată în iOS 12.1.4 .

## Dispozitive acceptate
Apple Corporation oferă iOS 12 pe următoarele dispozitive:
| IPhone - iphone 5S - iPhone SE - iPhone 6 - iPhone 6 Plus - iPhone 6S - iPhone 6S Plus - iphone 7 - iPhone 7 Plus - iphone 8 - iPhone 8 Plus - iPhone X - iPhone XR - iPhone XS - iPhone XS Max | iPad - iPad Air - iPad Air 2 - iPad 2017 - iPad 2018 - iPad mini 2 - iPad mini 3 - iPad mini 4 - iPad Pro iPod touch - iPod touch 6 |